# Rydebäcks gård

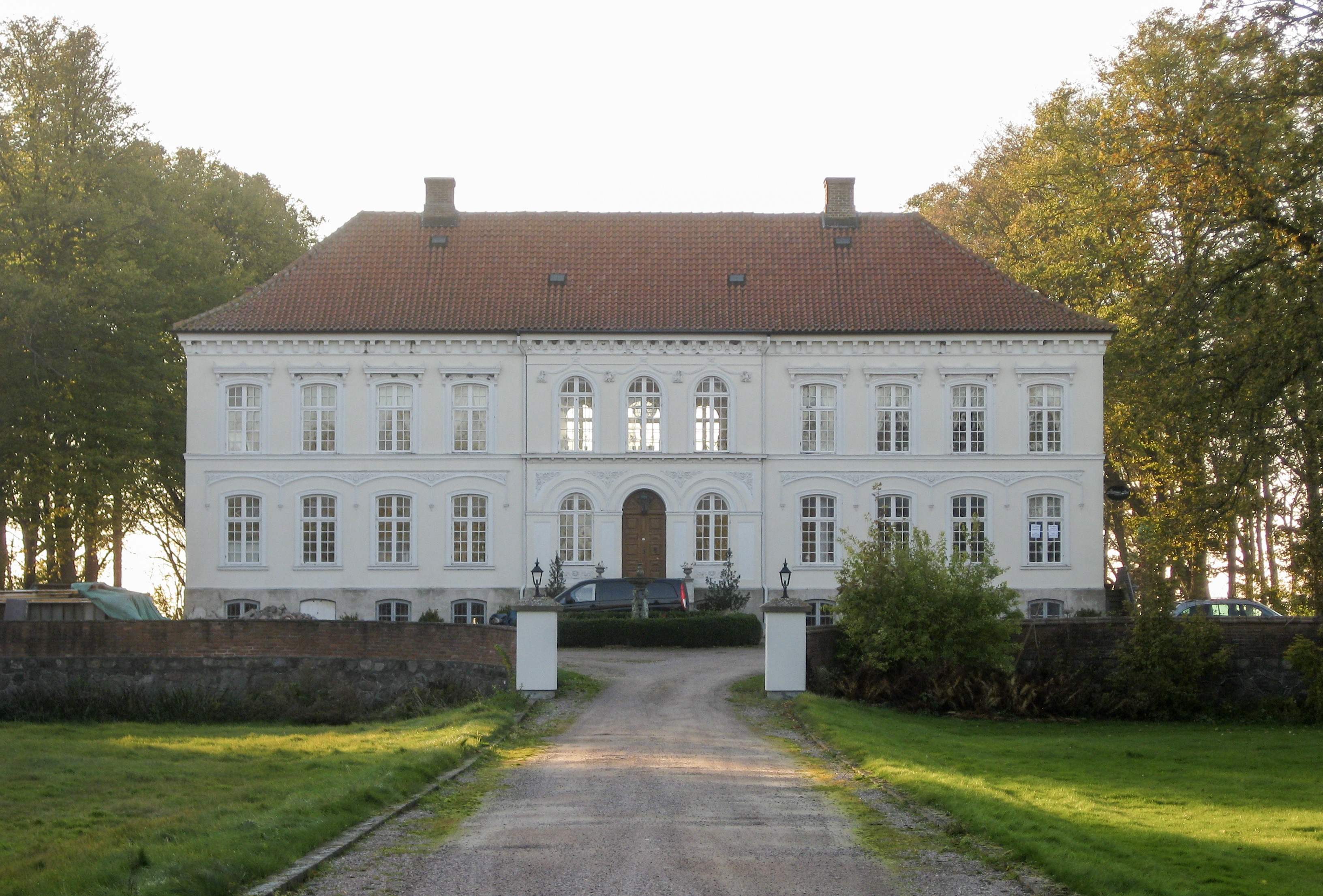
Rydebäcks herrgård

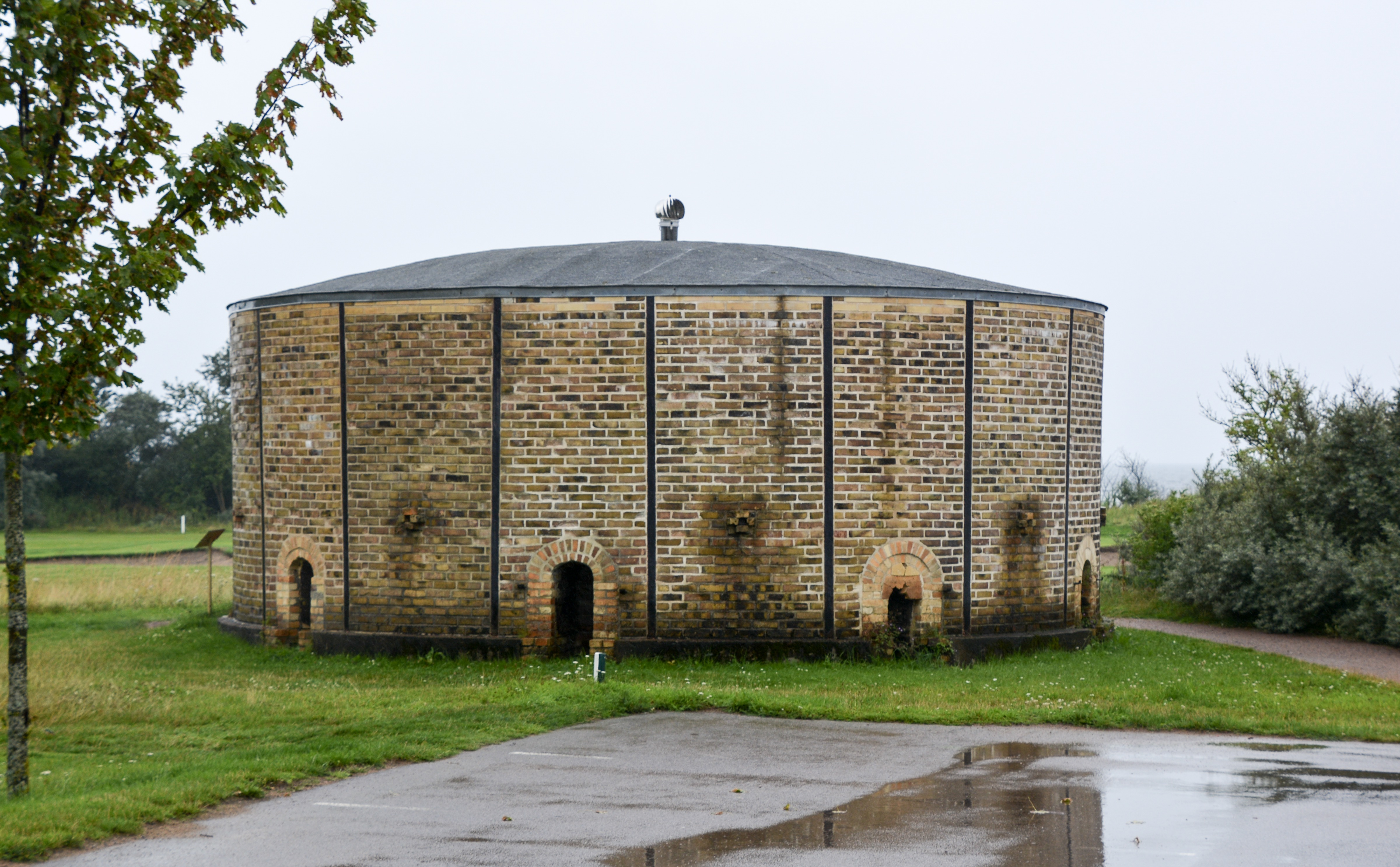
Tegelugn vid Rya golfbana. Den tillhörde Rya tegelbruk som etablerades under 1860-talet av lantbrukarfamiljen Jönsson och över de följande 20-åren konkurrerade ut Rydebäcks tegelbruk. Av Rydebäcks tegelbruk finns inga kända fotografier

Rydebäcks herrgård är en herrgård i Rydebäck i Kvistofta socken i Helsingborgs kommun.
Rydebäck ligger i ett område där lera i stor mängd bildats vid nuvarande Rååns utlopp. Kristian IV utfärdade 1622 ett privilegiebrev för holländarna Johann van der Enden och Frantz Bastian att bygga ett tegelbruk och under en tioårsperiod driva det vid Rya, vilket fick namnet Rye Beck, senare Rydebäck. I brevet stipulerades att kungen skulle få köpa teglet till sina slottsbyggen med 10 % rabatt. Ett av de slott som byggdes med tegel från Rydebäck är Rosenborgs slott i Köpenhamn. Teglet hade en färg från gult till mörkt rosa, berodde på bränningstemperaturer och lerans halt av järn. 
Tegelbruket hade sin största produktion under mitten av 1800-talet och hade då sju välvda ugnar med 40.000-50.000 murstenar vardera, märkta med "Rüdebeck". Tegeltillverkningen för avsalu upphörde på 1880-talet och husbehovstillverkningen i början av 1900-talet.
Tegelbruket och marken runt omkring köptes 1845 av den tyske sjökaptenen Carl Holtfreter. Nuvarande Rydebäcks gårds manbyggnad byggdes av den tyske byggmästaren Rudolph Voss (född 1829) i senempire omkring 1855. Holtfreter sålde bruket till  Wilhelmine Heise 1880. Under 1800-talets början integrerades många små gårdar i Rydebäcks tegelbruks ägor och många märgelgravar grävdes. Under Holtfreters och Heises tid ökade Rydebäcks markareal från 292 till 500 tunnland. 
Wilhelmine (Ville) Heise vistades med sin familj på gården vid jular och under sommarsäsongerna. Rydebäck var då ett kulturcentrum med besök av företrädare för den danska kultureliten som skådespelaren Emil Poulsen, målaren Frans Schwartz och kompositören Carl Nielsen. När Wilhelmine Heise dog 1912, ärvdes hon av sina brorsöner. Rydebäck togs hand om av  Christopher Friedenreich Hage (1877-1947). Från 1948 arrenderades gården ut och marken såldes 1963 för bostadsexploatering. Mangårdsbyggnaden har köpts av en privatperson och restaurerats.